# 犬井正
犬井 正（いぬい ただし、1947年(昭和22年)6月2日 - ）は、日本の地理学者。獨協大学教授。
東京都生まれ。1971年東京学芸大学地理学専修卒業。73年同大学院修士課程修了。1990年「関東平野における平地林の利用形態に関する地理学的研究」で筑波大学理学博士。1986年獨協大学教養部専任講師、助教授、教授、経済学部教授。2010年経済学部長、2012年学長。日本地理教育学会会長。

## 著書
- 『関東平野の平地林』古今書院、1992
- 『人と緑の文化誌』三芳町教育委員会 みよしほたる文庫、1993
- 『日本の川を調べる 1 (川から何を学ぶか)』理論社、1996 日本を調べる本
- 『都市近郊のむら 広がる住宅地と農村』小峰書店、1997 ふるさとのくらし日本のまちとむら
- 『里山と人の履歴』新思索社、2002
- 『土と肥やしと微生物』農山漁村文化協会、2023

### 共編著
- 『現代の世界像 国際理解のための世界地誌』斎藤毅共編著 古今書院、1985
- 『森を知り森に学ぶ 森と親しむために』菊地俊夫共編著 二宮書店 めぐろシティカレッジ叢書、2006
- 『地理教育講座』全4巻 中村和郎、高橋伸夫、谷内達共編 古今書院、2009

### 翻訳
- クリス・C.パーク『熱帯雨林の社会経済学』農林統計協会、1994

## 受章
- 2025年4月 - 瑞宝中綬章[1][2]

## 参考
- [ISBN 978-4-7835-0226-5]
- 『現代日本人名録』2002年